# Списък на известните личности (Алесандрия)
Това е списък с известни личности, родени и починали в град Алесандрия, Италия.

## Родени в Алесандрия

#### IV век - Средновековие
- Свети Баудолин (712 - 744), католически светец, покровител на Алесандрия
- Бенцо Александрийски (ок. 1250 - ок. 1329), италиански хуманист и нотариус
- Отоне Гилини (XII век - 1239), италиански католически архиепископ
- Алесандро Бонино (1268 - 1314), италиански богослов, схоластик и религиозно лице
- Томазо Гуаско (1283 - 1346), италианско религиозно лице, блажен
- Гулиемо Дзуки (неизв. – 1377), италиански презвитер, блажен на Католическата църква
- Симонино Гилини (XIV век - 1449), италиански благородник
- Томазо Гилини (неизв. - 1402), италиански кондотиер и благородник
- Руфино Гросо (неизв. - XV век), италиански художник
- Джорджо Меруло (1430 - 1494), италиански филолог, хуманист и историк
- Джовани Мацоне (1433 – 1511), италиански художник

#### XVI - XVII век
- Агостино Бальоне (неизв. - 1571), католически италиански епископ
- Лелио Отавиано Гуаско (1511 - 1564), италиански католически епископ
- Джулио Кларо (1525 - 1575), италиански юрист
- Камило Аулари (неизв. - 1607), католически италиански епископ
- Анибале Гуаско (1540 - 1619), италиански поет
- Тиберио Гамбарути (1571 - 1623), италиански юрист и интелектуалец
- Джорджо Алберино (ок. 1576 - ок. 1626), италиански художник
- Джулио Тадео Гуаско (1590 - 1660), италиански презвитер
- Карло Отавиано Гуаско (1650 - 1717), италиански католически епископ

#### XVIII - XIX век
- Джулио Чезаре Кордара (1704 - 1785), италиански йезуит и историк
- Виторио Амедео Гилини (1714 - 1766), италиански политик и благородник
- Томазо Мария Гилини (1718 - 1787), италиански кардинал и католически архиепископ
- Карло Гуаско ди Кастелето (1724 - 1796), италиански историк, писател и благородник
- Франческо Еудженио Гуаско ди Кастелето (1725 - 1798), италиански историк, благородник, интелектуалец
- Джузепе Демаки (1732 - ок. 1791), италиански композитор
- Калро Франческо Мария Казели (1740 - 1828), италиански кардинал и архиепископ
- Амброджо Мария Гилини (1756 - 1832), италиански генерал, ботаник и благородник
- Луиджи Леонардо Коли (1757 - 1809), италиански генерал
- Джовани Миляра (1785 - 1837), италиански художник и сценограф
- Антонио Фаа ди Бруно (1762 - 1829), италиански католически епископ
- Виторио Коли ди Фелицано (1787 - 1856), италиански военен и политик
- Андреа Вокиери (1796 – 1833), италиански патриот
- Фабрицио Ладзари (1797 - 1860), италиански политик и военен
- Карло Каниджа (1806 - 1852), италиански скулптор
- Винченцо Каприоло (1810 - 1872), италиански политик, сенатор
- Джузепе Корнеро (1812 - 1895), италиански адвокат и префект
- Андреа Формика (1812 - 1885), италиански католически епископ
- Джовани Досена (1814 - 1899), италиански адвокат и патриот
- Емилио Фаа ди Бруно (1820 - 1866), италиански военен и моряк
- Енрико Франкини (1823 - 1887), италиански военен
- Франческо Фаа ди Бруно (1825 - 1888), италиански математик, военен и презвитер
- Луиджи Мария Билио (1826 - 1884), италиански кардинал
- Луиджи Ди Гропело Тарино (1833- 1904), италиански политик, сенатор
- Карло Алберто Капа (1834 - 1893), италиански композитор и диригент
- Федерико Фабиани (1835 - 1914), италиански скулптор
- Матео Албертоне (1840 - 1919), италиански генерал
- Антонио Каваляна Санджулиани (1843 - 1913), италиански историк
- Вирджиния Марини (1844 - 1918), италианска актриса
- Франческо ди Паола III Гуаско Галарати ди Бизио (1847 - 1926), италиански благородник, пфалцграф
- Пиетро Аба Корналя (1851 - 1894), италиански композитор
- Джовани Батиста Де Негри (1851 - 1924), италиански тенор
- Чезаре Балби ди Робеко (1854 - 1939), италиански художник
- Тереза Грило Микел (1855 - 1944), италианско религиозно лице
- Джузепе Фраскара (1858 - 1925), италиански адвокат, политик и предприемач
- Карло Каваненги (1859 - 1912), италиански спортен мениджър
- Луиджи Дела Торе (1861 - 1937), италиански политик и банкер
- Луиджи Кутика ди Касине (1861 - неизв.), италиански благородник
- Амброджо Белони (1864 - 1950), италиански политик
- Луиджи Чиджерса (1866 - 1916), италиански военен
- Терезио Борсалино (1867 - 1939), италиански предприемач и политик
- Камило Крема (1869 - 1950), италиански геолог, палеонтолог и сеизмолог
- Валентино Бобио (1872 - 1940), италиански военен и политик
- Луиджи Барберис (1875 - 1946), италиански генерал
- Алфредо Де Антони (1875 - 1953), италиански актьор и режисьор
- Сибила Алерамо (1876 – 1960), италианска писателка
- Примо Кутика (1876 - 1921), италиански актьор
- Анибале Карета (1877 - 1918), италиански военен
- Джузепе Бреци (1878 - 1958), италиански инженер, политик и мениджър
- Феличе Миньоне (1881 - 1964), италиански политик и адвокат
- Луиджи Ферари Трекате (1884 - 1964), италиански музикант, композитор и органист
- Камило Бруто Бонци (1887 - 1961), италиански писател, сценарист и режисьор
- Виторина Бенвенути (1884 - 1965), италианска актриса
- Джулио Качандра (1884 - 1971), италиански конен състезател
- Паоло Де Мария (1891 - 1968), италиански военен и префект
- Марио Кастаниери (1892 - 1940), италиански фотограф и реставратор
- Алберто Кафаси (1894 - 1973), италиански художник
- Андреа Канестри (1896 - 1959), италиански журналист, поет и писател
- Марио Киоди (1896 - 1974), италиански футболист
- Адолфо Балончиери (1897–1986), италиански футболист и треньор
- Артуро Ладзоли (1898 - 1976), италиански футболист

#### XX век
- Джузепе Канина (1900 - 1978), италиански футболист
- Джино Филипини (1900 - 1962), италиански композитор и диригент
- Джузепе Гандини (1900- 1989), италиански футболист
- Карло Бокаси (1901 - 1990), италиански партизанин и политик
- Ернесто Канели (1901 - 1985), италиански инженер
- Джовани Кавиля (1902 - 1973), италиански футболист
- Пио Лава Бокардо (1902 - 1971), венецуелски биолог
- Джузепе Капра (1902 - 1979), италиански футболист
- Кристофоро Де Амичис (1902 - 1987), италиански декоратор и художник
- Ренато Катанео (1903 - 1974), италиански футболист и треньор
- Марио Бернети (1903 - ), италиански футболист
- Елвио Банкеро (1904 - 1982), италиански фурболист
- Луиджи Лупо (1904 - неизв.), италиански футболист
- Адолфо Мандосо (1904 - 1980), италиански футболист
- Андреа Вивиано (1904 – 1962), италиански футболист
- Марио Аутели (1905 - 2004), италиански футболист
- Марио Дела Гриза (1905 - 1991), италиански футболист
- Едоардо Авале (1905 - 1999), италиански футболист
- Либеро Ленти (1906 - 1993), италиански статистик и икономист
- Тото Миньоне (1906 - 1993), италиански  актьор и балетист
- Еторе Банкеро (1907 - 1991), италиански футболист
- Карло Киерико (1907 - ), италиански футболист
- Либеро Маркина (1907 - 1986), италиански футболист
- Ренато Ферети (1907 - 1984), италиански футболист и треньор
- Джовани Ферари (1907 – 1982), италиански футболист и треньор
- Далмацио Бираго (1908 - 1935), италиански авиатор
- Джовани Белокио (1908 - 1937), италиански военен
- Джилберто Маци (1909 - 1978), италиански певец и актьор
- Микеле Борели (1909 - 1975), италиански футболист и треньор
- Валтер Аидизио (1909 - 1973), италиански партизанин политик
- Доменико Якино (1909 - 1942), италиански военен
- Луиджи Креста (1910 - 1985), италиански футболист
- Едоардо Мартино (1910 -1999), италиански политик
- Сетимо Гасталди (1910 - 1972), италиански футболист
- Карло тарето (1910 - 1988), италианска религиозна личност
- Елвира Бадарако (1911 - 1994), италианска журналистка и феминистка
- Джузепе Грило (1911 - неизв.), италиански футболист
- Дина Белоти (1912 - 2003), италианска художничка
- Амилкаре Багино (1912 – ), италиански футболист
- Джовани Ферофино (1912 - 2010), италиански католически архиепископ
- Карло Гамбарино (1914 - ̠?), италиански футболист
- Виторио Барберис (1915 - 1937), италиански военен и авиатор
- Терезио Киоди (1912 - 1971), италиански футболист
- Джовани Бокио (1914 - 1958), италиански футболист
- Джорджо Маджи (1917 - 1941), италиански военен
- Аристиде Коша (1918 - 1979), италиански футболист
- Франко Клаудио Ферари (1918 - 1995), италиански цигулар
- Луиджи Вито (1919 – 1981), италиански футболист
- Марио Милярди (1919 - 2000), италиански пианист, диригент и композитор
- Чезаре Бенедети (1920 - 1990), италиански футболист
- Доменико Лайоло (1920 - 2002), италиански авиатор и военен
- Ливио Макарино (1920 - 1995), италиански футболист
- Ренцо Киоди (1920 -), италиански футболист и треньор
- Лауро Еме-Коляр (1921 -), италиански изследовател-франкофон
- Алберто Гирарди (1921 - 1987), италиански колоездачен състезател
- Мария Йотини (1921 - 2007), италианска певица
- Теодоро Дзанини (1923 – 2006), италиански футболист
- Рикардо Пикио (1923 – 2011), италиански лингвист и славист
- Лучано Ленти (1924 - 2007), италиански политик и партизанин
- Ецио Мантели (1924 - 2002), италиански баскетболист
- Луиджи Бусети (1925 - ), италиански футболист
- Франко Донатели (1925 - 1995), италиански илюстратор и създател на комикси
- Еторе Милано (1925 - 2011), италиански спортен мениджър и колоездач
- Джорджо Чинголи (1926 - 2005), италиански журналист
- Бруно Фракия (1926 - 2017), италиански политик
- Фабио Де Феличе (1927 - 2024), италиански политик
- Джорджо Гуацоти (1928 - 2002), италиански театрален критик и импресарио
- Джовани Меацо (1928 - 2021), италиански колоездачен състезател
- Уго Масоко (1928 - 1991), италиански колоездачен състезател
- Умберто Еко (1932 – 2016), италиански писател
- Лучано Делфино (1932 - 2015), италиански футболист и треньор
- Джани Коша (1931 -), италиански филхармоник
- Доменико Мазели (1933 - 2016), италиански политик и историк
- Джорджо Канестри (1934 - 2022), италиански политик
- Антигоне Костанда (1934 -), египетска актриса, модел, Мис „Свят“ 1954
- Аделио Фереро (1935 - 1977), италиански кинокритик
- Амилкаре Ферети, нар. Мирко (1935 -), италиански треньор и футболист
- Бруно Кантоне (1936 -), италиански футболист
- Еми Еко (1936 –), италианска актриса, сестра на Умберто Еко
- Мария Луиза Дольо (1936 -), италианска филоложка и литературен критик
- Рино Икарди (1937 - 2023), италиански спортен журналист
- Джани Виаци (1937 –), италиански педагог
- Адриано Кавана (1938 - 2002), италиански историк и юрист
- Джан Карло Казели (1939 - ), италиански есеист и юрист
- Елена Дзанибони (1939 –), италианска арфистка
- Джорджо Дзанканаро (1940 –), италиански колоездач
- Паоло Батистуци (1941 - 1998), италиански политик
- Джанкарло Бинели (1941 - ), италиански политик
- Феличе Боргольо (1941 - ), италиански политик
- Лучано Гуерчи (1941 - 2017), италиански историк
- Клаудио Ломбарди (1942 -), италиански инженер
- Джани Ривера (1943 - ), италиански футболист-национал
- Клаудио Дездери (1941 - 2018), италиански баритон, диригент
- Лоренцо Челерино (1944 - ), италиански спринтьор
- Пиера Видале (1944 – 2018), италианска актриса и дубльорка
- Нела Белеро (1945 - ), италианска певица
- Марио Фара (1945 - 2005), италиански футболист и спортен мениджър
- Мико, псевдоним на Пиер Микеле Боцети (1945 –), италиански певец и автор на песни
- Марио Армано (1946 - ), италиански състезател по бобслей
- Мадалена Грасано (1949 -), италианска спринтьорка
- Едоардо Анджелино (1950 -), италиански писател
- Данило Арона (1950 - ), италиански писател
- Оскар Леска (1950 -), италиански футболист и треньор
- Роберто Ломбарди (1950 - 2010), италиански журналист, тенисист, спортен мениджър
- Ернесто Чима (1953 - 2001), италиански баскетболист
- Виторе Фосати (1954 -), италиански фотограф
- Пино Какучи (1955 -), италиански писател, сценарист и преводач
- Енцо Конти (1955 -), италиански музикант
- Пиеркарло Фабио (1955 -), италиански политик, журналист, писател и преподавател
- Джакомо Мауро Д'Ариано (1955 -), италиански физик
- Даниеле Гаетано Бориоли (1957 - ), италиански политик
- Алдо Брици (1960 - ), италиански композитор и диригент
- Роберто Котронео (1961 -), италиански издател, писател и фотограф
- Джампио Девазини (1962 -), италиански католически епископ
- Фабио Гасти (1962 -), италиански латинист
- Маурицио Грасано (1962 -), италиански политик
- Розана Балдуци Гастини (1963 -), италианска писателка и архитект
- Франко Берни (1965 - ), италиански ръгбист и треньор по ръгби
- Роберта Алоизио (1964 - 2017), италианска театрална актриса, певица и авторка на песни
- Марио Джордано (1966 -), италиански тв водещ, журналист и есеист
- Паоло Джордано (1966 -), италиански журналист
- Корадо Карозио (1967 -), италиански композитор и пианист
- Роберто Лазаня (1967 -), италиански кинокритик и есеист
- Валерио Малвеци (1967 -), италиански политик
- Роберто Ла Барбера (1967 -), италиански параолимпийски атлет
- Алберто Кола (1968 - ), италиански композитор и музикален теоретик
- Андреа Гиларди (1969 - ), италиански автомобилен пилот
- Алесандро Бертанте (1969 - ), италиански писател и есеист
- Андреа Денегри (1969 - ), италиански художник и сценарист
- Рикардо Галия (1969 -), италиански волейболист и треньор
- Пиеранджело Форнаро (1970 -), италиански китарист и композитор
- Давиде Лорино (1972 -), италиански актьор
- Марчело Миланезе (1973 –), италиански музикант
- Емилиано Галионе (1974 -), италиански спортен мениджър и съдия
- Даниеле Виоти (1974 –), италиански политик и активист, европарламентарист
- Джорджо Абонанте (1975 –), италиански политик
- Гуалтиеро Бурци (1975 -), италиански актьор
- Рикардо Гуаско (1975 - ), италиански илюстратор и художник
- Алесандро Гати (1975 -), италиански писател, сценарист и преводач
- Анналаура Кантоне (1977 -), италианска илюстраторка
- Микеле Марели ̈(1978 – ), италиански кларинетист
- Даниеле Дайно (1979 -), италиански спортен мениджър, футболен треньор
- Бенедета Мацукети (1983 –), италианска футболистка
- Матео Мартино ̈(1987), италиански волейболист
- Марта Гастини (1989 - ), италианска актриса
- Мустафа Канит (1991 -), италиански играч на покер
- Матео Донати (1995 –), италиански футболист

## Починали в Алесандрия
- Джино Армано (1927–2005), италиански футболист